# Latinamerikansk filosofi
Latinamerikansk filosofi eller sydamerikansk filosofi er filosofi fra Latinamerika.
Latinamerikansk filosofi er således den filosofiske tankegang og de intellektuelle traditioner, der er opstået i landene i Latinamerika. Det er et mangfoldigt og dynamisk felt, der afspejler den kulturelle, historiske og sociale kontekst i regionen. Latinamerikansk filosofi behandler en bred vifte af filosofiske spørgsmål og emner, der ofte inkorporerer indfødte, afrikanske og europæiske påvirkninger. Den latinamerikanske filosofi er generelt meget anvendelsesorienteret og har blandt andet en tradition for et fokus på frigørelse.
Europæisk kolonisering påvirkede i høj grad regionens filosofiske udvikling. Sammensmeltningen af europæiske filosofiske ideer med oprindelige og afrikanske verdensbilleder gav anledning til unikke filosofiske perspektiver. I dag har ikke-koloniale tænkere undersøgt arven fra kolonialismen og dens fortsatte virkninger på latinamerikanske samfund. De søger at udfordre eurocentrismen og fremme alternative perspektiver med rod i regionens egen historie og erfaringer.
Latinamerikansk filosofi er ikke en ensartet enhed; den omfatter snarere en række filosofiske perspektiver og tankeretninger, der har udviklet sig over tid og fortsætter med at udvikle sig. Desuden har Latinamerikas filosofiske bidrag opnået stigende anerkendelse på globalt plan, hvor filosoffer fra regionen yder væsentlige bidrag til forskellige områder inden for moderne filosofisk undersøgelse.

## Før moderne tid
Den latinamerikanske filosofis begyndelse dateres gerne til 1550, hvor de spanske erobrere begyndte at udgive filosofiske skrifter.
Bartolomé de las Casas (1484-1566) var en spansk dominikansk munk. Las Casas er kendt for sine skrifter, der advokerer for oprindelige folks rettigheder og værdighed i lyset af spansk kolonialisme. Han engagerede sig i debatter om behandlingen af oprindelige befolkninger og deres moralske status.
Sor Juana Inés de la Cruz (1648-1695) var mexicansk nonne og forfatter. Sor Juana betragtes som en af de vigtigste litterære skikkelser i den spanske guldalder. Hendes værker dykkede ned i filosofi, teologi og feminisme, og hun var kendt som den "tiende muse" for sit intellekt og litterære talent.

## Moderne tid
Den latinamerikanske filosofi har været påvirket af den europæiske filosofi, og i moderne tid har det blandt andet været tilfældet hos Carlos Astrada, der var elev af Martin Heidegger. Regionens filosofi har dog også udviklet sig selvstændigt. Den har i den forbindelse især haft fokus på sociale, politiske og kulturelle spørgsmål i Latinamerika.
José Vasconcelos (1882-1959) var en mexicansk filosof, essayist og politiker. Han spillede en central rolle i Mexicos kulturelle og uddannelsesmæssige udvikling i det tidlige 20. århundrede. Vasconcelos tjente som sekretær for offentlig uddannelse i Mexico fra 1921 til 1924, hvor han gennemførte betydelige uddannelsesreformer, der understregede vigtigheden af den oprindelige kultur og fremmede en følelse af national identitet. Hans mest indflydelsesrige værk, "La Raza Cósmica", udgivet i 1925, præsenterede en vision om et nyt, racemæssigt integreret og kulturelt mangfoldigt Mexico. I denne bog argumenterede Vasconcelos for, at sammensmeltningen af de forskellige racer i Latinamerika ville skabe en overlegen, harmonisk og mere avanceret menneskeslægt, der er i stand til at føre menneskeheden ind i en ny æra af fred og forståelse. Dette arbejde havde en dyb indvirkning på den måde, latinamerikanere opfattede deres kulturelle identitet på og bidrog til diskussioner om mestizaje (race- og kulturel blanding) i regionen. Vasconcelos' ideer havde en varig indflydelse ikke kun i Mexico, men også i hele Latinamerika, og formede diskussioner om nationalisme, identitet og kulturel mangfoldighed. Hans vision om en harmonisk integration af racer og kulturer havde en dyb indvirkning på udviklingen af latinamerikansk tankegang og er fortsat et emne af akademisk og kulturel interesse den dag i dag.
En del af filosofien har været meget politisk og aktivistisk. Filosoffen Antonio Caso var en vigtig ideolog bag den mexicanske revolution og skrev imod fascismen. Cubanske revolutionære som Fidel Castro og Che Guevara var også teoretikere, der var inspirerede af marxismen. Den peruvianske filosof Abimael Guzmán blev leder af guerillabevægelsen Den lysende sti.
Fascismen har haft en stor udbredelse i Latinamerika. Flere filosoffer som Jordan Bruno Genta har tilhørt denne politiske orientering. Genta var ideologen bag den argentinske højrefløj. Nimio de Anquín var en anden argentinsk filosof, der forbandt fascismen med Thomas Aquinas og katolicismen. Han blev en af lederne i Argentinas fascistiske bevægelse. I 1941 hyldede han Adolf Hitler med ordene: “ved hjælp af den store Adolf Hitlers indsats, er liberalismen og det grimme demokrati afgået ved døden”.
Den latinamerikanske feminisme har især haft fokus på kvinders forhold i Latinamerika. Den har for alvor vundet frem siden 1970’erne. Den har blandt andet haft fokus på kvinders ret til abort i en kultur, der har været meget påvirket af katolicismen. Flere steder i Sydamerika er abort stadig ikke tilladt. Feminismen i Sydamerika har også fokus på kvinders ret til selv at vælge. Derfor er feminismen også en kamp mod eller inden for den katolske kirken. Den feministiske filosof Ophea Schutte har argumenteret for, at en latinamerikansk feminisme må basere sig på regionens kultur. Andre vigtige feministiske filosoffer er Ros Tobar, Gloria Anzaldúa og Maria Lugones.
Nogle latinamerikanske filosoffer har hentet inspiration fra eksistentialistiske og fænomenologiske traditioner for at udforske spørgsmål om menneskelig eksistens, bevidsthed og subjektivitet. Den anvendte filosofi har herunder haft en vis betydning i Latinamerika i form af logoterapien. Vigtige forfattere er blandt andet Daniele Bruzzone og Geronimo Acevedo. Augusto Salazar Bondy (1925-1974) var desuden peruviansk filosof på området. Salazar Bondy ydede betydelige bidrag til eksistentialisme og fænomenologi, idet han udforskede den menneskelige tilstand og søgen efter mening med livet.
I det 20. århundrede blev frigørelsesfilosofien fremtrædende i Latinamerika. Den søgte at adressere de sociale, politiske og økonomiske uligheder, der var fremherskende i regionen, og spillede en afgørende rolle i kampen for social retfærdighed og menneskerettigheder. Enrique Dussel grundlagde frigørelsesfilosofien i Argentina i 1960’erne. Det var en kritisk filosofi, der fokuserede på frigørelse fra undertrykkelse. Paulo Friere blev kendt for bogen “Undertrykkelsens pædagogik”. Han var brasiliansk pædagog og filosof og optaget af at undervisningen skulle være frigørende og transformerende.
Miljøfilosofi og -klimafilosofi har fået en stor betydning. I lyset af regionens økologiske mangfoldighed og miljømæssige udfordringer har latinamerikanske filosoffer været aktive i at udforske spørgsmål relateret til natur, bæredygtighed og forholdet mellem mennesker og miljø